# 빠샤메카드
빠샤메카드(영어: Bbasha Mecard)는 초이락 배틀완구 시리즈 4번째 작품으로 초이락컨텐츠컴퍼니 제작하여 MBC TV에서 방송된 메카 어드벤처 애니메이션 터닝메카드 시리즈 작품으로 2019년 3월 25일부터 2020년 4월 7일까지 완결하게 되었다.

## 방송 시간
- 공휴일의 경우는 목요일로 옮겨서 방송됨.

| 방송 채널 | 방송 기간                         | 방송 시간                             |
| --------- | --------------------------------- | ------------------------------------- |
| MBC TV    | 2019년 3월 25일 ~ 7월 8일         | 매주 월요일 오후 5:25 ~ 5:55 (30분)   |
| MBC TV    | 2019년 7월 17일 ~ 12월 11일       | 매주 수요일 오후 3:50 ~ 4:20 (30분)   |
| MBC TV    | 2019년 12월 14일 ~ 2020년 4월 7일 | 매주 화요일 오후 12:20 ~ 12:50 (30분) |

## 줄거리
파트 1 : 이곳은, 인간과 메카니멀이 함께 공존하는 세계! 초등학교 5학년 소년인 나찬은 메카니멀 배틀 실력은 썩 좋지 않고 다른 특기도 없는 평범한 소년이다.
어느날, 나찬은 우연히 신비로운 레전드 메카니멀인 ‘에반’을 테이밍하게 된다.
에반 뿐만 아니라 레전드메카니멀이 모두 모이면 무언가 특별한 일이 일어난다고 하는데....
여러 테이머들과 친구가 되고 더 많은 메카니멀을 테이밍해가는 나찬, 게다가 마을에서 메카니멀 챔피언십 대회가 열린다는 소식까지!
메카니멀과 테이머들의 신나는 배틀이 시작된다!
파트 2(S) : 평범한 소년이었지만, 레전드 메카니멀 에반과 만나고 실력있는 테이머로 성장하고 있는 나찬!
한편, 블랙미러팀 최강의 테이머인 케인은 레전드 메카니멀을 테이밍하고 싶다는 욕망에 사로잡히지만, 테이밍에는 번번히 실패하고 만다.
점점 강력해지는 나찬을 보며 패배감을 느끼게 된 케인은 결국 어둠의 힘에 손을 뻗게 된다.
그런 가운데 메카니멀 챔피언십 대회가 시작되지만 에반과 타나토스의 격렬한 배틀 끝에 대회장이 엉망진창이 되고 블랙미러가 퍼트린 어둠의 안개의 영향으로 사람들에게서 메카니멀에 대한 기억이 모두 사라지고 만다.
게다가 사악한 어둠에 물든 블랙미러 일당은 나찬과 친구들에게 메카니멀 배틀을 신청하고는 패배한 테이머의 메카니멀을 빼앗기 시작하는데...
점차 압박을 더해가는 블랙미러 일당의 위협 속에서 나찬과 친구들은 메카니멀들과 함께하는 평화로운 세계를 되찾을 수 있을 것인가!

## 세력
- 지구
- 블루랜드
- 레드홀
- 블랙미러
- 도깨비단

## 강제 합체
- 기괴한 탑 (최종보스) (빼앗긴 메카니멀 9대를 흡수된 상태의 탑[1])

## 같이 보기
- 헬로 카봇
- 조디악 나이츠